# Ethopolys calibius
Ethopolys calibius är en mångfotingart som beskrevs av Chamberlin 1951. Ethopolys calibius ingår i släktet Ethopolys och familjen stenkrypare. Inga underarter finns listade i Catalogue of Life.